# Población de las Antillas Neerlandesas
La población de las Antillas Neerlandesas, estimada en 2009, era de 227 000 habitantes, aunque otras fuentes rebajan esa cifra hasta 200 000
En 2002, la tasa de crecimiento de la población en el conjunto de las Antillas Neerlandesas fue del 0,93%; la de natalidad de 16,16 por cada mil habitantes; y la tasa de mortalidad de 6,4 por cada mil habitantes.
La mortalidad infantil estimada ronda el 11%, si bien algunas fuentes llegan al 15% aunque reconocen la dificultad de recabar datos más exactos debido a la inmigración ilegal, principalmente a través de la frontera de San Martín. En cualquier caso, la elevada tasa de mortalidad infantil parece ser la principal causa de la baja tasa de crecimiento, junto con la emigración de jóvenes, especialmente con formación superior, a los Países Bajos en busca de mejores expectativas, lo que ha supuesto un gran lastre para la economía de las islas.
La expectativa de vida es de 73 y 77,5 años para los hombres y las mujeres respectivamente.
| Isla          | Superficie | Población | Densidad |
| ------------- | ---------- | --------- | -------- |
| Bonaire       | 288 km²    | 10.185    | 35       |
| Curazao       | 444 km²    | 133.644   | 301      |
| Saba          | 13 km²     | 1.424     | 88       |
| San Eustaquio | 21 km²     | 2.498     | 119      |
| San Martín    | 34 km²     | 33.119    | 974      |
| Total         | 800 km²    | 180.870   | 303      |